# Nyssodrysternum lepidum
Nyssodrysternum lepidum là một loài bọ cánh cứng trong họ Cerambycidae.